# Thomas Matthew Burns

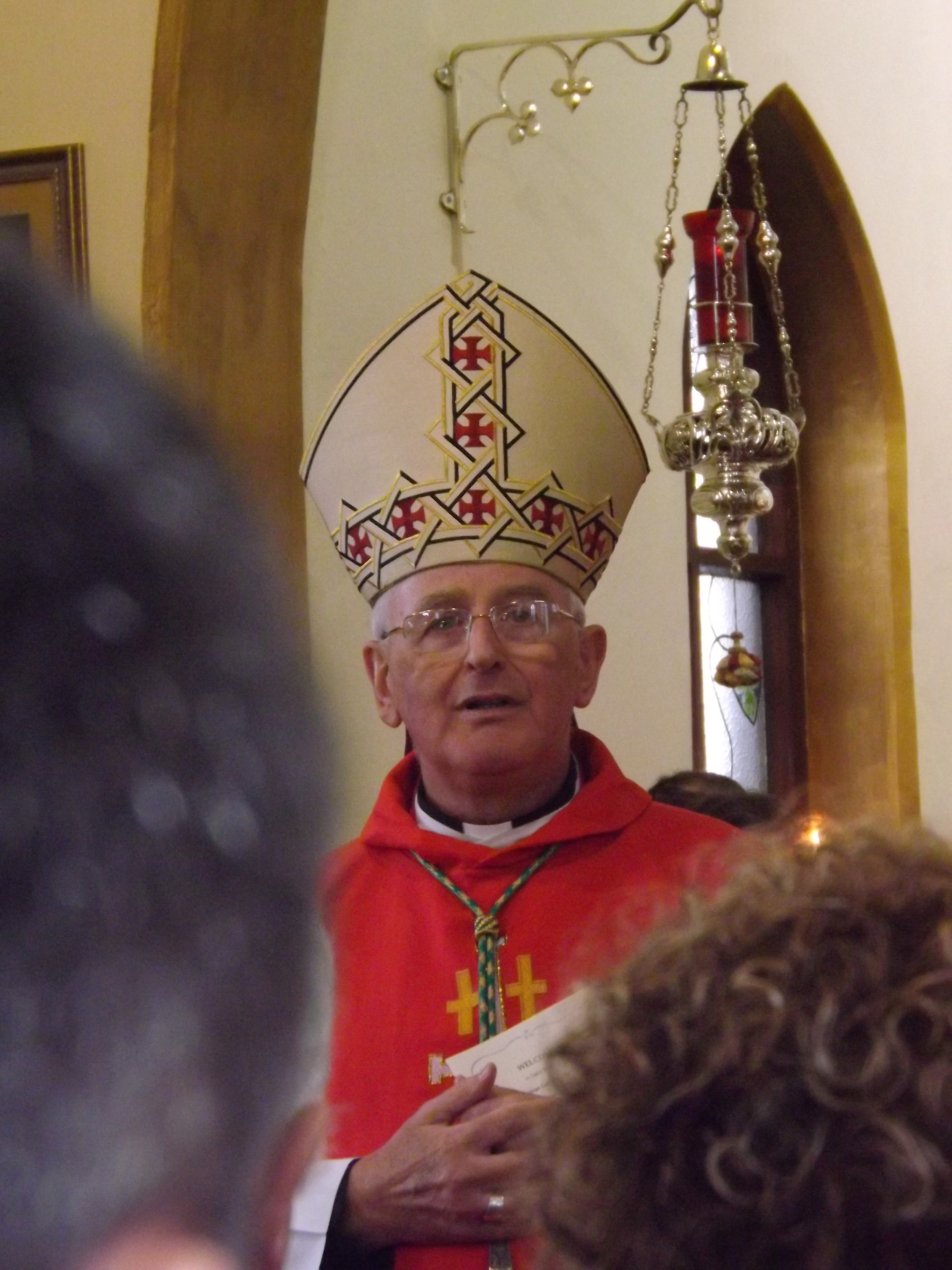
Bischof Burns (2013)

Thomas Matthew Burns SM (* 3. Juni 1944 in Belfast) ist ein nordirischer Ordensgeistlicher und emeritierter römisch-katholischer Bischof von Menevia.

## Leben
Thomas Matthew Burns trat der Ordensgemeinschaft der Maristenpatres bei und empfing am 16. Dezember 1971 die Priesterweihe.
Papst Johannes Paul II. ernannte ihn am  24. Mai 2002 zum Militärbischof von Großbritannien. Die Bischofsweihe spendete ihm der Erzbischof von Westminster, Cormac Kardinal Murphy-O’Connor, am 18. Juni desselben Jahres; Mitkonsekratoren waren Francis Walmsley, emeritierter Militärbischof von Großbritannien, und Patrick Kelly, Erzbischof von Liverpool.
Am 16. Oktober 2008 wurde er zum Bischof von Menevia ernannt und am 1. Dezember desselben Jahres in das Amt eingeführt. Papst Franziskus nahm am 11. Juli 2019 seinen altersbedingten Rücktritt an.
2009 wurde Arthur Roche von Kardinal-Großmeister John Patrick Foley zum Ritter des Ritterordens vom Heiligen Grab zu Jerusalem ernannt und am 5. Dezember 2009 in der Kathedrale von Southwark in London durch Bischof Kevin McDonald, Großprior der Statthalterei England und Wales, in den Päpstlichen Laienorden investiert.